# Hollie Cook
Hollie Cook, née à Londres en 1986, est une chanteuse et musicienne de reggae. Elle est la fille de Paul Cook, batteur des Sex Pistols.

## Histoire
Hollie Cook grandit à Londres, dans un environnement musical : son père est le batteur du groupe punk les Sex Pistols, sa mère Jennie Matthias est choriste du groupe Culture Club, et Boy George est son parrain.
Elle commence sa carrière musicale en 2006 alors qu'elle est encore au lycée en faisant les chœurs pour le groupe The Slits.
En 2010, Ari Up, chanteuse des Slits, meurt d’un cancer. Le groupe s’arrête. Elle lui dédie sa première piste dans son second album Twice.
Hollie Cook chante alors sur un titre de Mike Pelanconi (en), alias Prince Fatty, Milk and Honey.
Elle sort son premier album solo, Hollie Cook, en 2011, incluant les hits Body Beat et Shadow Kissing. L'année suivante, la version dub de l'album est produite par Prince Fatty. En 2014, elle sort son deuxième album solo, Twice, produit par Prince Fatty. En janvier 2018, son troisième album studio, Vessel of Love, est publié.

## Discographie

### Albums studio
- 2011 - Hollie Cook (Mr Bongo Records)
- 2014 - Twice (Mr Bongo Records)
- 2018 - Vessel of Love (Merge Records)
- 2022 - Happy Hour (Merge Records)
- 2025 - Shy Girl (Mr Bongo Records)